# Лачинова, Екатерина Петровна
Екатери́на Петро́вна Ла́чинова (дев. фамилия Шелашникова, 1810?, Самара — 20 января 1896, Москва) — русская писательница, автор книги «Проделки на Кавказе», написанной под псевдонимом Е. Хамар-Дабанов.

## Биография
Была первым ребёнком в семье Петра Ивановича Шелашникова, камергера, надворного советника, состоятельного помещика и откупщика. Шелашниковы имели дома в Исаклах, Москве и на Сергиевских минеральных водах. Её брат, Степан Петрович Шелашников, был губернским предводителем дворянства Самарской губернии, а её племянник, Александр Николаевич Шелашников, стал последним Самарским губернским предводителем дворянства.
В 1830 году была выдана замуж за флигель-адъютанта, полковника Николая Емельяновича Лачинова, представителя старинного русского дворянского рода Лачиновых. С 1836 по 1840 год находилась с мужем на Кавказе, где Н. Е. Лачинов служил при штабе корпуса и командовал бригадой русской армии. Лачинова жила в Ставрополе и Тифлисе, вращалась в высоких кругах гражданского и военного начальства, офицеров действующей армии.
В 1840 году, когда Н. Е. Лачинов вышел в отставку в чине генерал-майора и уехал в своё имение в Воронежской губернии, брак с ним Е. П. Лачиновой фактически перестал существовать. Лачинова некоторое время пребывала на Кавказе, затем жила в Одессе, Смоленской губернии, Москве.
В 1838 году в 30-м томе журнала «Библиотека для Чтения» появилась небольшая повесть в письмах «Некоторые факты и мысли о мужьях и супружеском счастье, извлеченные из дружеской переписки двух женщин». Автором была указана Клеопатра Леонидова. В дневнике английской путешественницы Анны Листер, встречавшейся с Лачиновой в Тифлисе в апреле-мае 1840 года проясняется, что под литературным псевдонимом Клеопатры Леонидовой скрывалась Екатерина Лачинова. В частности, Листер пишет: «[Лачинова] сообщила, что лишь однажды опубликовала небольшую повесть, некую историю на целых сто страниц, в „Библиотеке для чтения“, ежемесячном издании. Это было в сентябрьском номере за 1838 год. Публикация вышла под псевдонимом Клеопатры Леонидовой. Непременно спрошу об этой книге у торговца Семена, когда вернусь в Москву». Повесть эта представляет собой переписку двух подруг детства Ларисы Эльбрусовой и Аделаиды Лилевой, которые делятся друг с другом своими душевными тайнами и личными переживаниями. Перед читателем предстает незавидная судьба русских женщин, которые вынуждены подчиняться воле мужей-самодуров. «О, мужчины! Вы провозглашаете нас равными себе, окружаете нас низким раболепством, а потом обходитесь с нами так бесчеловечно, и терзаете сердца наши без всякого сострадания. Что это за мерзкая игра существами невинными, слабыми и чувствительными? Изверги, тигры, да и только!» — пишет Лачинова от лица своей героини. 
В 1842 году отрывок её романа «Закубанский Харамзаде», о котором Белинский в своём критическом очерке отозвался как о «нелишённом некоторого интереса», был помещён в 54-м томе «Библиотеки для Чтения».
В 1844 году в Санкт-Петербурге вышел роман-памфлет Е. П. Лачиновой «Проделки на Кавказе», изданный под псевдонимом Е. Хамар-Дабанов (писательница использовала для создания своего псевдонима название бурятского хребта). Во время написания романа Лачинова общалась с декабристами А. А. Бестужевым, В. С. Толстым, Е. Е. Лачиновым — родным братом её мужа. Существует также мнение о знакомстве Е. П. Лачиновой с М. Ю. Лермонтовым, так как в число персонажей «Проделок на Кавказе» писательница ввела в том числе лермонтовских героев Печорина и Грушницкого из романа «Герой нашего времени».
Роман критически отображал состояние дел на Кавказской кордонной линии и вскоре после выхода был запрещён цензурой. Военный министр князь А. И. Чернышев заявил: «Книга эта тем вреднее, что в ней что строчка, то правда». Большая часть тиража романа была конфискована властями и уничтожена, а цензор, профессор Московского университета Н. И. Крылов, допустивший выход книги, был отстранен от должности. За Е. П. Лачиновой был установлен полицейский надзор. Однако в 1846 году роман «Проделки на Кавказе» был издан на немецком языке в Лейпциге.
В течение нескольких лет Лачинова хлопотала об официальном разводе с мужем, однако в 1850 году получила от Священного Синода окончательный отказ.
Умерла Е. П. Лачинова 20 января 1896 года в Москве. Похоронена в Новоспасском монастыре в родовой усыпальнице Шелашниковых.